# 3Prozac+
3Prozac+ è il terzo album pubblicato il 24 marzo 2000 dei Prozac+.

## Il disco
L'album ha avuto un successo nettamente inferiore rispetto al precedente. Ne è stata inoltre distribuita un'edizione internazionale, in cui sono presenti 11 reinterpretazioni in inglese di brani presenti negli album Acido Acida e 3Prozac+, edizione italiana, più una cover del brano Boys Don't Cry dei Cure.
L'edizione internazionale, uscita nel maggio del 2000, è stata commercializzata in Spagna, Germania, Svizzera e altri paesi europei, nel tentativo da parte della EMI di riscuotere successo anche fuori dall'Italia, il disco ricevette però pochi consensi fuori dai confini italiani.
In un'intervista il leader del gruppo Gian Maria Accusani ha dichiarato che questo disco è stato il loro lavoro più difficile, perché è stato molto complicato adattare all'inglese canzoni nate in italiano.

## Singoli
I tre singoli estratti dall'album sono Angelo, Superdotato e Cagna, che non riescono ad emergere come nuovi successi.

## Tracce
Edizione italiana
1. Cagna – 2:51
2. Stonata – 2:30
3. Candido nero – 3:13
4. Angelo – 3:33
5. Superdotato – 2:50
6. Vorrei – 3:34
7. PDS – 2:39
8. D+ come P+ – 2:23
9. Automatica – 2:50
10. Sono un debole – 2:47
11. Mi piaccio solo – 2:51
12. Ordine disordine – 3:04
13. Boys Don't Cry – 2:30 – Cover dei The Cure

Edizione internazionale
1. Acid
2. I Hate Myself
3. Liar
4. Candid Black
5. X
6. GM
7. Just Like Prozac+
8. Angel
9. I Wish
10. I'll Tie You Down
11. Glue
12. Boys Don't Cry – Cover dei The Cure

## Formazione
- Eva Poles - voce, chitarra
- Gian Maria Accusani - chitarra, voce in Vorrei, Mi piaccio solo e Boys don't cry
- Elisabetta Imelio - basso, voce
- Simon - chitarra
- Aurelio De Santis - chitarra
- Carlo Bonazza - batteria

## Classifiche
| Classifica (2000) | Posizione massima |
| ----------------- | ----------------- |
| Italia            | 16                |